# Oslobađanje Međimurja
Oslobađanje Međimurja, dotad dijela Kraljevine Ugarske, izvršile su snage Narodnog vijeća Države SHS, ustrojene od dobrovoljaca i bivših pripadnika Austrougarske vojske i mornarice te posebno hrvatskih domobrana. Nakon dva neuspješna pokušaja, bolje organizirane i ustrojene snage narodne vojske ušle su u Međimurje i nakon kratkog okršaja s mađarskim snagama preuzele kontrolu nad čitavim područjem. U siječnju 1919. održana je i službena narodna skupština, na kojoj je potvrđeno pripajanje Međimurja novonastaloj Državi SHS.

## Pozadina
Međimurje, gotovo etnički čisti hrvatski kraj (1910.godine = 90%), stoljećima unatrag na meti mađarskih ekspanzionista, do 18. stoljeća bilo je sastavni dio Kraljevine Hrvatske. No, prateći tadašnje feudalne i administrativne podjele, godine 1720. postaje dio ugarske županije Zala. Godine 1848. ban Josip Jelačić je Međimurje ponovno oružjem vratio Hrvatskoj, da bi od 1861. do 1918. Međimurje pripadalo Kraljevini Ugarskoj. Provođena je sustavna mađarizacija, zabranjena je uporaba hrvatskog jezika i hrvatskih društava. Pogotovo vodio je agresivnu mađarizaciju Josip Margitaj: u Čakovcu je djelovala učiteljska škola, koja je i obučila mađarone u Međimurju. Hrvatske učitelje su poslali u mađarske krajeve, dok u Međimurje su došli mađarski, ili mađaronski učitelji. Margitaj je pisao na kajkavskom narječju knjige, kalendare i novine, koji jezik Margitaj je zvao za medjumurski jezik. Baš ove publikacije na međimurskom jeziku su bile samo sredstva mađaronske demagogije, u kojih su psovali hrvatski narod, i ovako pokušali za asimilaciju prisiliti međimurske Hrvate. 
Početkom studenog 1918. među lokalnim Hrvatima su izbili neredi prouzrokovani općim nezadovoljstvom. Skidani su mađarski natpisi, paljene su općinske zgrade, pljačkani su veleposjedi i trgovine. Mađarska vojska je uputila pojačane posade u Međimurje da uvedu red i mir tijekom nesigurnih mjeseci raspada Austro-Ugarske. Međutim, uskoro je uslijedila oštra represija i teror nad hrvatskim stanovništvom. Procjenjuje se da je strijeljano ili obješeno između 53 i 128 Međimuraca. Narodno vijeće je tražilo od srpske vojske da zaposjedne Međimurje. Ona je to odbila jer je njeno vrhovno zapovjedništvo sklopilo primirje s Mađarima. 13. studenoga 1918. u Beogradu su Bela Linden (u ime mađarske vlade) i general Henry (u ime zapovjedništva savezničkih antantinih armija na Istoku) potpisali vojnu konvenciju kojom je rijeka Drava određena kao demarkacijska linija od austrijske granice do Barča. Tu liniju srpska vojska nije imala namjeru prelaziti. Narodno vijeće Države SHS tražilo je tada od savezničkog zapovjedništva u Solunu da Međimurje zaposjednu francuske trupe. Kad je i to odbijeno, odlučeno je da to učine hrvatske vojne postrojbe.

## Suprotstavljene snage

### Država SHS
Jezgra snaga Narodnog vijeća bile su postrojbe sastavljene od domobrana 25. i 26. domobranske pukovnije, zajedno s vojnicima 53. i 96. pukovnije zajedničke austro-ugarske vojske, dobrovoljcima i domobranima iz ostalih postrojbi, pod zapovjedništvom potpukovnika Slavka Kvaternika, Stjepana Sertića, majora Mirka Pogledića te satnika Josipa Špoljara (koji je organizirao Karlovačku pukovniju od 26. i 96. pukovnije). Na čelu povjerenstva za obranu Narodnog vijeća Države SHS bio je Mate Drinković.
U Varaždinu se polako skupljala hrvatska vojska. Jezgru oslobodilačke vojske činila su dva karlovačka bataljuna. Zapovjednici bataljuna bili su Tartaglia i major Josip Špoljar. Zajedničko zapovjedništva nad oba bataljuna imao je major Mirko Pogledić. Osim toga, iz Karlovca su u borbu pošli i pitomci kadetske škole i hrvatski sveučilištarci. Bili su pod zapovjedništvom satnika Šege, satnika Izera i natporučnika Krpana. Osim Karlovca, i u drugim gradovima organizirala se vojska za oslobađanje Međimurja. U Zagrebu je odvjetnik dr. Lav Mazzura organizirao "Dobrovoljačku sokolsku legiju" pod zapovjedništvom poručnika fregate Roberta Antića. Nju su činili hrvatski mornari bivše austro-ugarske ratne mornarice.  U Varaždinu su reorganizirane i pojačane snage koje su izvršile neuspjeli napad 13. i 14. studenog. Satnik Stjepan Sertić pojačao je svoj domobranski bataljun i pretvorio ga u "Varaždinski bataljun". "Međimurska satnija" pod zapovjedništvom natporučnika Franje Glogovca pojačavana je tijekom mjeseca studenog i prosinca dobrovoljcima koji su pobjegli iz Međimurja. Osim toga, u Varaždinu je stvorena i konjica.  Od vojnika vše 10. husarske domobranske pukovnije sastavljena su 2 konjička eskadrona pod zapovjedništvom majora Mihajla Georgijevića i satnika Matije Čanića. Major Ivo Henneberg doveo je u pomoć "Sisački bataljun". Na vrijeme za sudjelovanje u akciji stigao je i satnik Radoslav Rački koji je u Novoj Gradiški sastavio "Novogradiški bataljun" jačine 750 vojnika i 20. prosinca krenuo u borbu za oslobođenje Međimurja. Osim tih snaga, prikupljene su i 2 bitnice poljskog topništva i 2 bitnice teškog topništva, 1 oklopni automobil, 11 kamiona i druge pomoćne snage.

## Tijek vojnog pohoda

### Prvi pokušaj
U noći s 13. na 14. studenoga Međimurski odred domobranskog satnika Sertića i Međimurska četa, sastavljena od izbjeglica i dobrovoljaca natoporučnika Glogovca, krenuli su iz Varaždina i prešli most preko Drave. Jačine oko 400 pripadnika, upali su u Nedelišće i oslobodili civile koje su zatočili mađarski oružnici. Glavna kolona hrvatskih snaga nastavila je dalje prema Čakovcu, zaustavivši se blizu željezničkog kolodvora. Međutim, mađarske snage su se brzo pribrale. U rano jutro 14. studenoga u Čakovec su iz Nagykanisze došla četiri vlaka puna vojnika, vojne opreme i konja. Mađarska vojska je istog dana krenula u napad. Mnogobrojnija, bolje opremljena i izvježbana, uspjela je brzo iz Nedelišća potisnuti hrvatske snage, koje su se uz osjetne gubitke u ljudstvu i materijalu povukle u Varaždin. Mađarska konjica je prilikom povlačenja presjekla hrvatskim snagama odstupnicu prema Dravi, zbog čega se mnogi hrvatski vojnici i dobrovoljci nisu uspjeli preko mostova prebaciti preko Drave, nego su je prelazili plivajući. Mađarska vojska zaposjela je oba mosta na Dravi i topništvom zaprijetila Varaždinu.
Nekoliko dana nakon neuspješne akcije u Čakovcu su se sastali hrvatski i mađarski političari (načelnici, župani, gradonačelnici i saborski zastupnici) i zapovjednici lokalnih postrojbi. No, do opipljivog dogovora nije došlo.
Nakon okupljanja većih snaga u Varaždinu pod zapovjedništvom Slavka Kvaternika, operaciji se pristupilo ozbiljnije i taktičnije. Provedena su izviđanja te su dobivene potpunije informacije o rasporedu i brojnosti mađarskih snaga. Operacija je predviđena za 6. prosinca, no nemiri u Zagrebu 5. prosinca prouzrokovali su odgodu. Kako hrvatske snage nisu mogli računati na pravovremeni dolazak inženjerijskih postrojbi, uz pomoć lokalnog stanovništva organizirane su velike splavi za radni materijal i vozila te 20-ak čamaca za prijelaz preko Drave. Potpukovnik Kvaternik je odredio da akcija za oslobađanje Međimurja počne 24. prosinca 1918. godine u 6 sati.

### Druga akcija
Glavna kolona je preko mosta kod Varaždina prešla rijeku Dravu i krenula cestom prema Čakovcu. Do 10 sati glavnina ove kolone zauzela je Nedelišće, a prethodnica je stigla u blizinu Čakovca. Istovremeno je bojnik Pogledić splavima i čamcima prebacio kod Hrženice u Međimurje svoje 2 bojne pješaštva, konjicu i topništvo i počeo napredovati prema Prelogu. Nakon osiguranja Preloga krenuo je prema Donjem Kraljevcu. Zauzevši Donji Kraljevec presjekao je željezničku prugu Budimpešta – Trst i time spriječio iznenadni mogući dolazak mađarskih pojačanja iz Nagykanisze. Konjica bojnika Pogledića doprla je oko 10 sati do Goričana i osigurala most preko Mure.
Sisački bataljun pod zapovjedništvom majora Henneberga krenuo je u šest sati iz Dravskog Središća i napredovao uz lijevu obalu Drave prema Čakovcu. Oko deset sati nalazio se blizu naselja Šenkovec kod Čakovca. Grupa pod zapovjedništvom kapetana Jurišića prešla je u šest sati štajersko-mađarsku granicu i preko gornjeg Međimurja spustila se prema Murskom Središću. U selu Sveti Martin na Muri sjedinila se s polubataljunom Slovenaca pa su obje grupe zajedno napredovale u pravcu Murskog Središća. Usput su zauzeli i skelu na Muri i osigurali se od mogućeg iznenadnog napada mađarske vojske s leđa.
Do deset sati hrvatske su snage nesmetano napredovale, bez okršaja. Mađari su se u panici povukli preko Mure mostovima kod Kotoribe, Letenja i Murskog Središća, dok je mađarska posada u Čakovcu ostala na položaju. Potpukovnik Perko počeo je pripremati napad na Čakovec i u tu svrhu je izdao zapovijed za zauzimanje borbenih položaja. No, prije početka napada Perko je odlučio pokušati izbjeći bespotrebne gubitke, pozivajući bojnika Györyja na predaju riječima: "Majore Györy! U ime starih pravica pozivam vas na predaju. Vaše su čete opkoljene!".
Bojnik Györy se odlučio posavjetovati sa svojim podčinjenima. Doznavši da je Čakovec opkoljen i da bi otpor bio uzaludan odlučio se predati. Kapitulirao je u 10:30 sati blizu čakovečkog glavnog kolodvora. Nakon toga u Čakovec je ušla hrvatska vojska i u svečanom mimohodu, praćena od tisuća građana, prošla gradom. Potpukovnik Perko obavijestio je telefonom potpukovnika Kvaternika u Varaždinu da je akcija uspjela. Tako je do 11 sati oslobođeno cijelo Međimurje, osim najistočnijeg djela oko Kotoribe i Legrada. Po nalogu potpukovnika Perka, jedan putnički vlak je zaustavljen i ispražnjen, a u njega se tada ukrcao satnik Sertić s 8 strojnica i pola Varaždinskog bataljuna. Vlakom se odvezao do Kotoribe i do 13 sati zauzeo željeznički most preko Mure te skele kod Kotoribe. Time je cijelo Međimurje bilo oslobođeno mađarske vlasti, i to u roku od sedam sati. 

## Posljedice
Prilikom ulaska hrvatske vojske u Čakovec najviši mađarski civilni dužnosnik u Međimurju, kotarski načelnik pl. Gyömörey, predao je vlast u ruke potpukovnika Perka, ali uz oštar prosvjed. U prosvjedu je izjavio da je provala hrvatske vojske u Međimurje nezakonita. Gyömörey je rekao Kvaterniku da ne priznaje zauzimanje Međimurja od strane hrvatske vojske jer je time surovo prekršena konvencija o primirju koju je Mađarska potpisala s Antantom.
Istoga dana potpukovnik Kvaternik je izdao proglas, čitan na polnoćkama, kojim se narod obavještava da Međimurje od sada pripada Hrvatskoj. Sljedećeg dana, na Božić 1918., stigao je iz Budimpešte kapetan mađarske vojske. On je u ime svoje vlade zatražio od Kvaternika objašnjenje na temelju kakvog prava je hrvatska vojska ušla u Međimurje. 26. prosinca Kvaternik se vratio u Zagreb, a svu civilnu i vojnu vlast predao je potpukovniku Dragutinu Perku, prvom guverneru oslobođenog Međimurja. Ubrzo je ponovno uspostavljen normalan život. 27. prosinca dr. Ivan Novak je s članovima Narodnog vijeća za Međimurje održao sastanak s povjerenicima međimurskih naselja. Svi mađarski činovnici, koji su se isticali u mađarizaciji, koji nisu znali hrvatski ili koji su terorizirali i maltretirali narod, smjesta su bili otpušteni iz službe. Također Margitaj je pobjegao iz Međimurja i nikad više nije vidio Međimurje (u Budimpešti je umro 1934. godine). Učitelji osnovnih škola koji su znali hrvatski, a narod nije imao ništa protiv njih, niti su se isticali u mađarizaciji, uz preporuku mjesnih odbora, ostali su u službi. Svi koji su otpušteni po hitnom su postupku, s pokretnom imovinom, utovareni na vlak i poslani u Nagykaniszu.
Dana 9. siječnja 1919. na trgu ispred franjevačke crkve u Čakovcu održana je javna opća skupština. Na toj skupštini donijeta je Rezolucija o odcjepljenju Međimurja od mađarske države.
| Kad je pobiedila ideja velikog predsjednika Wilsona o samoodređenju naroda, osjetili su i međimurski Hrvati, da i oni imaju pravo na slobodu i život. (...) Ipak je nadošao čas oslobođenja po slavnoj vojsci sinova naše krvi i jezika. Zato danas Hrvati iz cieloga Međimurja, (...) pred cielim svietom otvoreno, odlučno, jednodušno i samosviestno izjavljuju: Za uviek se odcjepljujemo od madžarske države, kojoj smo do sada pripadali samo pod utjecajem sile i protiv svoje volje.— Antun Vakanović u Zajedničkom saboru |

### Vanjskopolitičke posljedice
Mađari se nisu lako pomirili s gubitkom Međimurja te su sve nade polagali u diplomaciju. O ulasku hrvatske vojske u Međimurje odmah su izvijestili Mirovnu konferenciju u Parizu, a ona je zatražila objašnjenje od Vrhovnog zapovjedništva srpske vojske u Beogradu. Srbi su 30. siječnja 1919. izvijestili Mirovnu konferenciju da se vojna intervencija u Međimurju dogodila prije nego što su oni preuzeli zapovjedništvo u bivšim zemljama Austro-Ugarske te da su vojne operacije izvršene od strane lokalne vlade.
Iako se život postupno normalizirao, ipak je hrvatska uprava tretirana kao privremeno stanje koje za svoje razrješenje čeka odluku Mirovne konferencije u Parizu. Kad je u ožujku 1919. u Mađarskoj izbila revolucija, pregovori su prekinuti. Kad su nastavljeni, u Međimurju je boravila međunarodna vojna komisija za razgraničenje, te se na licu mjesta uvjerila u hrvatski karakter Međimurja. Vodeći se principom samoodređenja naroda, Mirovna konferencija je odlučila da Međimurje pripadne Kraljevini SHS. Mirovnim ugovorom potpisanim u Trianonu 4. lipnja 1920. Mađari su se, uz protest, odrekli svih teritorija koji su pripali Kraljevini Srba, Hrvata i Slovenaca.

### Drugi svjetski rat
U Travanjskom ratu, Horthyjeva Mađarska je okupirala Međimurje i jednostrano ga pripojila. To je do kraja rata ostao glavni razlog napetosti između NDH i Mađarske, a odnosi su u jednom trenutku bili tako loši da se prijetilo prijekidom diplomatskih veza. Postrojbe Bugarske vojske, Sovjetske Crvene armije i NOVJ konačno su oslobodile Međimurje u travnju 1945. godine.